# Marc Degryse
Pour les articles homonymes, voir Degryse.
Marc Degryse, né le 4 septembre 1965 à Roulers en Belgique, est un ancien footballeur international belge reconverti en consultant pour plusieurs médias belges. En raison de sa petite taille et de son caractère virevoltant en zone offensive, Marc Degryse était surnommé le « Lutin d'Ardooie ».

## Biographie
Marc Degryse commence sa carrière au VC Ardooie. En 1983, il rejoint le FC Bruges. Il remporte avec le club deux titres puis part chez le rival bruxellois : RSC Anderlecht. Il gagne quatre titres en six saisons et remporte le Soulier d'or avec le club de la capitale avant de quitter la Belgique. En Angleterre d'abord, à Sheffield Wednesday puis aux Pays-Bas la saison suivante, au PSV Eindhoven. Après deux saisons aux Pays-Bas, il revient en Belgique, au KAA La Gantoise.
Marc Degryse a été international belge de 1984 à 1996. En tout, il a disputé 63 matchs internationaux et marqué 23 buts.
En 2003, il est nommé directeur sportif du FC Bruges.
Le 28 janvier 2007, il démissionne de ses fonctions à la suite des mauvais résultats sous sa direction.
Depuis lors, Degryse s'est reconverti en analyste et/ou consultant apprécié des médias belges, tant néerlandophones que francophones.

## Palmarès comme joueur
- 1 fois Champion de Belgique avec le FC Bruges : 1988
- 1 fois vainqueur de la Coupe de Belgique avec le FC Bruges : 1986
- 4 fois Champion de Belgique avec le RSC Anderlecht : 1991, 1993, 1994 et 1995
- Coupe de Belgique avec le RSC Anderlecht : 1994
- Champion des Pays-Bas avec le PSV Eindhoven : 1997
- Soulier d'or : 1991
- Footballeur pro de l'année 1988 avec le FC Bruges, 1990 et 1995 avec le RSC Anderlecht, et en 2000 avec le GBA.
- Prix du Fair-Play en 2001 et 2002.